# Joni Eareckson Tada
Joni Eareckson Tada (Baltimore, 15 de octubre de 1949) es una autora y presentadora cristiana evangélica, fundadora de Joni and Friends, una organización "acelerando el ministerio cristiano entre la comunidad discapacitada física".
El 30 de julio de 1967, Joni sufrió una fractura cervical que le dejó tetrapléjica (hoy con limitados movimientos en los brazos). Tada escribió sus experiencias durante la rehabilitación y las publicó en 1976 en su autobiografía, best-seller internacional, Joni: The unforgettable story of a young woman's struggle against quadriplegia & depression. El libro se convirtió en película, con Tada como actriz principal.
Desde entonces ha llevado a cabo diversas publicaciones y conferencias, recibiendo diversos premios y reconocimientos. Entre ellos, en 2005 fue designada al Comité Consultivo de Discapacidad del Departamento de Estado de los EE. UU.
Tada recibió gran atención de los medios en 2014 al cantar la canción tema de la película Alone Yet Not Alone. Al principio los autores rececibieron una nominación a los Oscar en la categoría de Mejor Canción, pero fue retirada posteriormente de la competencia por campaña inapropiada del compositor Bruce Broughton. La decisión de retirar la candidatura fue controvertida, y la atención de los medios de comunicación hizo que la canción superara el millón de visitas en YouTube.